# Guitalens
Guitalens is een voormalige gemeente in het Franse departement Tarn (regio Occitanie) en telde 371 inwoners (2004). De plaats maakt deel uit van het arrondissement Castres.
In 2007 fuseerden Guitalens en Lalbarède. De nieuwe fusiegemeente kreeg de naam Guitalens-L'Albarède.

## Geografie
De oppervlakte van Guitalens bedraagt 5,6 km², de bevolkingsdichtheid is 66,3 inwoners per km².